# Il ribelle di Algeri
Il ribelle di Algeri (L'insoumis) è un film del 1964 diretto da Alain Cavalier.
La pellicola, di genere noir, ha come protagonisti Alain Delon e Lea Massari.
All'epoca il film non trovò un grande riscontro nel pubblico francese, memore probabilmente della guerra d'Algeria. La censura intervenne inoltre con diversi tagli che compromisero l'integrità artistica del film.
Una foto tratta dalla scena finale del film è stata usata dal gruppo musicale inglese The Smiths per la copertina dell'album The Queen Is Dead del 1986.

## Trama
Thomas Vlassenroot è un giovane che dopo aver disertato la Legione straniera francese aderisce all'OAS, il gruppo paramilitare formato dai generali ribelli a De Gaulle dopo l'abbandono dell'Algeria. Convinto dal Tenente Fraser, accetta di rapire Dominique Servet, un'avvocata che si batte per i rivoluzionari algerini, in cambio riceverà una grossa somma che gli permetterà di rientrare a casa in Lussemburgo.
Il gruppo riesce nel suo intento, Dominique viene reclusa assieme ad un altro prigioniero, Félicien, sotto la guardia di Thomas e Amério, un pieds-noirs.
Thomas però finirà per innamorarsi della sua vittima, non esitando a mettersi contro i compagni.

## Colonna sonora
I brani della colonna sonora sono scritti ed eseguiti da Georges Delerue e la sua orchestra:
1. Thème de Thomas (2:42)
2. Thomas et Dominique (2:19)
3. La Fête Triste (2:57)
4. Mort de Thomas (3:49)

## Distribuzione
Il film venne distribuito in Francia a partire dal 25 settembre 1964.

### Date di uscita
- Francia (L'insoumis) - 25 settembre 1964
- USA (The Unvanquished) - 1965
- Germania Ovest (Die Hölle von Algier) - 19 marzo 1965
- Portogallo (O Indomável) - 23 marzo 1965
- Finlandia (Kostajat) - 30 aprile 1965
- Svezia (Flykten) - 5 luglio 1965
- Uruguay (¿Tengo el derecho de matar?) - 12 agosto 1965
- Danimarca (Forræderen) - 6 ottobre 1965
- Messico (Tengo derecho a matar) - 10 marzo 1966

## Accoglienza

### Critica
Il critico Morando Morandini nel suo dizionario riporta: «Un bel personaggio per Alain Delon che lo rende con efficace intensità reggendo da solo il film in un dramma intelligente sull'OAS in cui Alain Cavalier evita atteggiamenti manichei».